# 조지프 요보
조지프 마이클 요보(영어: Joseph Michael Yobo, 1980년 9월 6일, 나이지리아 코노 ~ )는 나이지리아 출신의 전 축구 선수로 포지션은 센터백이었으며 나이지리아 축구 국가대표팀 선수 가운데 빈센트 에니에아마 골키퍼와 함께 국제 A매치 최다 출장 기록을 보유하고 있다.

## 선수 경력

### 클럽
1998년부터 2014년까지 벨기에, 스페인, 잉글랜드, 터키 등의 프로팀에서 16년동안 통산 387경기에서 13골을 기록했고 특히 2010년부터 2014년까지 페네르바체 SK 소속으로 90경기를 뛰면서 쉬페르리그 2010-11 시즌 우승과 터키컵 2회 연속(2011-12, 2012-13) 우승을 맛보았고 이후 2014년 잉글랜드의 노리치 시티 FC에서 임대 선수로 한 시즌을 뛴 후 은퇴를 선언하였다.

### 국가대표팀
1999년 FIFA 세계 청소년 축구 선수권 대회에 출전하여 나이지리아의 8강 진출에 기여했고 2년 후인 2001년 3월 24일 잠비아와의 2002년 FIFA 월드컵 아프리카 지역 예선에서 국제 A매치 데뷔전을 치렀다. 이후 2002년 아프리카 네이션스컵에 출전하여 팀을 3위로 이끄는 활약을 선보였고 2002년 FIFA 월드컵 본선에도 출전하여 스웨덴과의 F조 조별리그 첫 경기에서 줄리어스 아가호와의 득점을 어시스트하기도 했으나 팀은 1-2로 석패했다. 그리고 2010년 FIFA 월드컵 본선에서는 은퇴를 선언한 느왕쿼 카누 대신 주장 완장을 차고 조별리그 3경기에 모두 출전했으나 팀의 조별리그 탈락을 막지는 못했다. 그러나 2013년 아프리카 네이션스컵에서 팀의 19년만의 아프리카 네이션스컵 우승에 기여했고 이듬해인 2014년 FIFA 월드컵에서도 1998년 FIFA 월드컵 이후 무려 16년 만에 팀의 통산 3번째 월드컵 16강 진출에도 일조했다. 그리고 2014년 월드컵이 끝난 직후 대표팀 은퇴를 선언하며 유니폼을 반납했다.

## 같이 보기
- A매치 100경기 이상 출전한 축구 선수 명단